# Орделаффи, Франческо II
Франческо II Орделаффи (итал. Francesco II Ordelaffi; ум. 1374) — сеньор Форли в 1331—1359 годах. В разное время был сеньором Чезены, Бертриноро, Форлимпополи, Кастрокаро Терме, Мельдолы, Ориоло, Предаппио, Довадолы.
Родился между 1310 и 1315 годом. Сын Синибальдо Орделаффи, внук Теобальдо Орделаффи.
С 1331 года соправитель своего дяди Франческо I. В 1332 году папские войска изгнали их из Форли и других владений, и у них остался только город Форлимпополи.
После смерти дяди, умершего в том же году, Франческо II стал предводителем гибеллинов Романьи и смог быстро вернуть Форли под свою власть (в 1333 году). Тогда же, воспользовавшись временным ослаблением папской власти в Италии, стал сеньором Чезены и Бертиноро.
В 1337 году захватил в плен архиепископа Равенны и был отлучён от церкви. Однако вскоре помирился с папой Бенедиктом XII и был назначен папским викарием Форли, Чезены и Форлимпополи в обмен на ежегодную денежную выплату.
Позднее сблизился с императором Людовиком IV, от него получил титул имперского викария, но без какой-либо военной поддержки.
В 1350 году завоевал Кастрокаро, Мельдолу, Фонтанафредду и Джаджиолу, его сын Лодовико — Бертиноро.
В январе 1356 года папа Иннокентий VI начал войну против Франческо II и его союзников Джованни и Гульельмо Манфреди.
Папские войска под командованием кардинала Альборноса 21 июня 1357 года заняли Чезену (которую героически защищала жена Франческо II Марция (Чиа) дельи Убальдини), 23 июля того же года — Бертиноро, в феврале 1359 года — Кастрокаро, Предаппио, Фиумана, Ориоло и Рокка д’Эльмичи, 4 июля 1359 года (после долгой осады) — Форли.
Во власти Франческо II остались только Форлимпополи и Кастрокаро. Позже он несколько раз пытался снова утвердиться в Форли, но безуспешно. Умер в Венеции в 1374 году.

## Семья
Жена — Марция (Чиа) дельи Убальдини. Дети:
- Лодовико (ум. 1356)
- Синибальдо (1336—1386), сеньор Форли с 1376
- Джованни (ум. 1357)
- Скарпетта, епископ Форли в 1391—1401